# Fonte Boa (Amazonas)
Fonte Boa é um município brasileiro do interior do estado do Amazonas, Região Norte do país. Pertencente à Mesorregião do Sudoeste Amazonense e Microrregião do Alto Solimões, localiza-se ao oeste de Manaus, capital do estado. De acordo com estimativas do Instituto Brasileiro de Geografia e Estatística (IBGE) em 2021, sua população era de 16 409 habitantes.
Possui uma área de 12.110,907 quilômetros quadrados.

## Geografia
Localiza-se a uma latitude 02º30'50" sul e a uma longitude 66º05'30" oeste, estando a uma altitude de 62 metros. Sua população estimada em 2014 era de 21 295 habitantes. Possui uma área de 12.165,19 quilômetros quadrados. Limita-se com os municípios de: Uarini a leste; Juruá e Jutaí ao sul; Tonantins e Japurá a oeste; e Maraã ao norte.

### Clima
Segundo dados do Instituto Nacional de Meteorologia (INMET), referentes ao período de 1969 a 1990 e a partir de 1993, a menor temperatura registrada em Fonte Boa foi de 14,5 °C em 18 de julho de 1975, e a maior atingiu 38 °C em 21 de outubro de 2002. O maior acumulado de precipitação em 24 horas foi de 154,3 milímetros (mm) em 2 de março de 2000. Janeiro de 2012, com 553,7 mm, foi o mês de maior precipitação.
| Dados climatológicos para Fonte Boa | Dados climatológicos para Fonte Boa | Dados climatológicos para Fonte Boa | Dados climatológicos para Fonte Boa | Dados climatológicos para Fonte Boa | Dados climatológicos para Fonte Boa | Dados climatológicos para Fonte Boa | Dados climatológicos para Fonte Boa | Dados climatológicos para Fonte Boa | Dados climatológicos para Fonte Boa | Dados climatológicos para Fonte Boa | Dados climatológicos para Fonte Boa | Dados climatológicos para Fonte Boa | Dados climatológicos para Fonte Boa |
| Mês | Jan                                 | Fev                                 | Mar                                 | Abr                                 | Mai                                 | Jun                                 | Jul                                 | Ago                                 | Set                                 | Out                                 | Nov                                 | Dez                                 | Ano                                 |
| --- | ----------------------------------- | ----------------------------------- | ----------------------------------- | ----------------------------------- | ----------------------------------- | ----------------------------------- | ----------------------------------- | ----------------------------------- | ----------------------------------- | ----------------------------------- | ----------------------------------- | ----------------------------------- | ----------------------------------- |
| Temperatura máxima recorde (°C) | 37                                  | 36,5                                | 37,5                                | 36                                  | 35,7                                | 34,7                                | 36,3                                | 37,3                                | 37,1                                | 38                                  | 37,6                                | 36,5                                | 38                                  |
| Temperatura máxima média (°C) | 31,7                                | 31,8                                | 31,7                                | 31,4                                | 31,1                                | 30,9                                | 31,3                                | 32,3                                | 32,6                                | 32,8                                | 32,4                                | 32                                  | 31,8                                |
| Temperatura média compensada (°C) | 26,7                                | 26,8                                | 26,6                                | 26,5                                | 26,3                                | 26                                  | 26,2                                | 26,5                                | 26,8                                | 27,1                                | 26,9                                | 26,8                                | 26,6                                |
| Temperatura mínima média (°C) | 22,8                                | 23,3                                | 22,8                                | 22,8                                | 22,6                                | 22,3                                | 22,1                                | 22,4                                | 22,5                                | 22,9                                | 22,9                                | 22,9                                | 22,7                                |
| Temperatura mínima recorde (°C) | 19                                  | 18                                  | 19                                  | 18,8                                | 18,4                                | 16,2                                | 14,5                                | 15,5                                | 17,3                                | 19,9                                | 17,9                                | 19,1                                | 14,5                                |
| Precipitação (mm) | 237,9                               | 207,9                               | 257,3                               | 278                                 | 271,2                               | 215,4                               | 179,4                               | 134,7                               | 146,1                               | 188                                 | 176,6                               | 216,6                               | 2 509,1                             |
| Dias com precipitação (≥ 1 mm) | 17                                  | 15                                  | 17                                  | 18                                  | 19                                  | 17                                  | 14                                  | 12                                  | 12                                  | 13                                  | 13                                  | 16                                  | 183                                 |
| Umidade relativa compensada (%) | 89,1                                | 89,3                                | 90,3                                | 90,2                                | 90,1                                | 90,2                                | 89                                  | 88,5                                | 87,6                                | 87,4                                | 88                                  | 88,3                                | 89                                  |
| Insolação (h) | 129                                 | 116,5                               | 114                                 | 107,1                               | 118,6                               | 125                                 | 149                                 | 170,8                               | 165,4                               | 159,9                               | 143,1                               | 125,3                               | 1 623,7                             |
| Fonte: Instituto Nacional de Meteorologia (INMET) (normal climatológica de 1981-2010; recordes de temperatura: 13/10/1969 a 30/11/1971, 01/09/1972 a 28/02/1979, 01/01/1990 a 31/12/1990 e 01/01/1993-presente) |                                     |                                     |                                     |                                     |                                     |                                     |                                     |                                     |                                     |                                     |                                     |                                     |                                     |

## Folclore
Realizam-se no município as festas religiosas: Nossa Senhora de Guadalupe (padroeira da cidade, no dia 12 de dezembro), Nossa Senhora das Dores, Nossa Senhora de Lurdes, Divino Espírito Santo e São Sebastião. 
No mês de julho acontece todos os anos o festival folclórico com apresentações de quadrilhas, dança do barqueiro, dança cigana, dança do gambá, dança nordestina (cangaço) e várias outras danças regionais. O destaque maior do festival é a disputa entre os bois-bumbás Tira-Prosa e Corajoso, sendo esta a principal atração da festa, com visitantes de toda a região do alto e médio Solimões, além de turistas do Peru e Colômbia.

### Festa do Pirarucu
A Festa do Pirarucu se realiza do último dia de novembro até o dia 3 de dezembro, quando se comemora a despesca anual do peixe, reunindo todas as comunidades envolvidas em uma ação de manejo sustentável. O início da festa também marca a abertura dos festejos da padroeira Nossa Senhora de Guadalupe, que termina no dia 12. 
A Festa do Pirarucu surgiu em consequência do município de Fonte Boa ser o maior produtor de pirarucu do Amazonas e do Brasil. A atividade é controlada pelo Instituto de Desenvolvimento Sustentável de Fonte Boa (IDSFB). No município há uma estimativa de captura de 25 mil peixes adultos, o que significa mil toneladas do produto. A pesca envolve 84 comunidades, 720 pescadores, 520 famílias e 350 lagos.

## Comunicação
O município possui uma emissora de rádio comunitária na frequência 87,9 mHz, a Rádio Cabocla FM, que fica localizada na zona urbana do município, levando informação e música para o seu público. Desde 2009 tem um site de notícias abordando os principais acontecimentos da cidade o Portal Fonte Boa .
Além da Cabocla FM, atualmente a cidade e principalmente os seus conterrâneos contam com a Rádio Clube Web de Fonte Boa, que tem uma programação variada disponível na internet através do site , levando informação da cidade e região, através da internet, em suas redes sociais e aplicativos.
A cidade conta ainda com a distribuição do Jornal Solimões Vip, focado nos eventos da cidade e cidades vizinhas.